# Bachaquero
Bachaquero es una ciudad venezolana capital del municipio Valmore Rodríguez del estado Zulia, Su nombre viene de una pequeña hormiga roja (hormiga cortadora de hoja), cuyo nombre común es Bachaco, vendría a significar "Nido de Bachacos".

## Ubicación
Bachaquero se encuentra entre las poblaciones de Lagunillas al norte y de Mene Grande al sur, de las que está separado por bosques o entre los ríos Pueblo Viejo al norte y Machango al sur. El Lago de Maracaibo se encuentra al oeste, Bachaquero tiene costa y como otros pueblos de la costa oriental se encuentra bajo el nivel del mar protegido por un dique o muro.

## Zona residencial
Bachaquero alcanzó su tamaño actual con el descubrimiento del petróleo en la zona y ha crecido con la industria petrolera, posee dos muelles industriales y un patio de tanques, además de numerosos pozos petroleros. Sin embargo, a diferencia de las vecinas poblaciones de Lagunillas y Tía Juana, Bachaquero tiene vida propia, con centros comerciales, plazas, universidad y demás instalaciones que lo hacen algo más que un campo petrolero.
Las instalaciones de un antiguo centro de adiestramiento de las petroleras fueron donadas a la Universidad del Zulia para crear la extensión Bachaquero y la extensión de la Universidad Militar Bolivariana (Umbv)
Bachaquero pasó a ser capital del naciente municipio Valmore Rodríguez en 1989, cuando este fue creado como división del antiguo Distrito Lagunillas.
Además funciona allí el Cfie (Centro de Formación Industrial del Ejército), adscrito a la Umbv y la FANB.

## Sitios de referencia
Bachaquero es conocido por sus puestos de comida a la salida de la carretera San Pedro - Lagunillas, los cuales fueron convertidos en permanentes y debidamente presentados porque es la fachada turística que da Bachaquero a los que van de paso por allí.

## Deportes
Bachaquero llegó a tener un equipo profesional de softbol llamado Potros de Bachaquero, fundado en el 2009, pertenecientes a la Liga Especial de Softbol Venezolano. Llegando en su primer año a las semifinales de dicha liga, pero en la campaña siguiente el equipo tuvo que abandonar su cupo en la liga por problemas económicos.

## Petróleo y Gas
Bachaquero es abundante en petróleo y gas, la mayoría de su extensión territorial esta marcada por instalaciones de carácter petrolero las cuales aportan una gran parte a la producción total diaria teniendo como origen  desde estaciones de flujo (EF), múltiples de producción (MP), balancines (LB), tendidos de líneas de crudo y gas, usando como hito por personas que transitan  por la carretera H la planta de vapor de HH8.

## Uso del término en la actualidad
Se utiliza el término "Bachaquero" para denominar a los acaparadores de alimentos en el país, estos revenden el producto y aun  más caro que en los supermercados. Esto produce la escasez de productos  y ocasionan la desesperación en comprar más productos de los que se necesitan antes de que se acaben.